# Te’elhunu

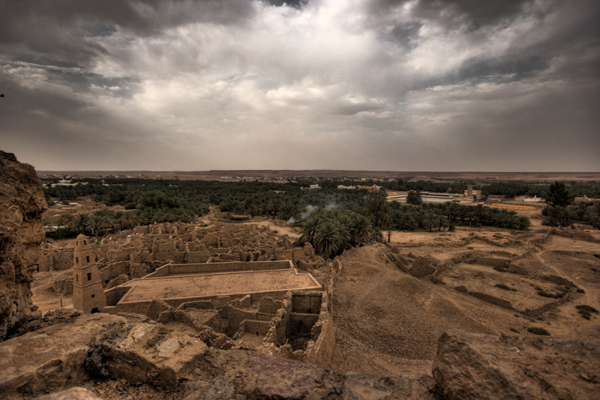
Ruiny miasta Adummatu (wsp. Daumat al-Dżandal w Arabii Saudyjskiej)

Te’elhunu, też Apkallatu (1 połowa VII w. p.n.e.) – królowa Arabów, o której wspominają w swoich inskrypcjach asyryjscy królowie Sennacheryb (705-681 p.n.e.), Asarhaddon (681-669 p.n.e.) i Aszurbanipal (669-627? p.n.e.). 
Te’elhunu oraz niejaki Hazael stali się celem wyprawy wojennej Sennacheryba poprowadzonej w 15 roku jego panowania (690 r. p.n.e.) w północne rejony Półwyspu Arabskiego. Zgodnie z uszkodzoną inskrypcją Sennacheryba w trakcie tej wyprawy armia asyryjska miała zdobyć i splądrować miasto Adummatu (biblijna Duma, wsp. Daumat al-Dżandal w Arabii Saudyjskiej) oraz inne miasto, którego nazwa nie zachowała się. Według późniejszych inskrypcji Asarhaddona i Aszurbanipala, które również wspominają o tej wyprawie, Te’elhunu próbowała uciec do miasta Kaparu (wsp. Kaf w Arabii Saudyjskiej), ale została pojmana i zabrana do Niniwy wraz z wielkimi łupami, na które składały się posągi miejscowych bóstw, wielbłądy, przyprawy korzenne i drogocenne kamienie. W trakcie wykopalisk w Niniwie odnaleziono koraliki wykonane z agatu noszące krótką inskrypcję klinową identyfikującą je jako  „łup z Adummatu”. Asarhaddon, chcąc polepszyć stosunki z Arabami zamieszkującymi w Adummatu, postanowił zwrócić im posągi ich bóstw zagrabione przez Sennacheryba. Wraz z posągami wysłał on do Adummatu wychowaną na dworze asyryjskim arabską kobietę o imieniu Tabua, najprawdopodobniej krewną lub nawet córkę Te’elhunu, która stać się miała nową królową Arabów.
W inskrypcjach Asarhaddona Te’elhunu nie występuje pod swoim imieniem, ale pod imieniem Apkallatu, gdyż - jak się przypuszcza - skrybowie tego króla pomyłkowo wzięli jej tytuł (słowo apkallatu w języku akadyjskim znaczy „mądra kobieta”) za imię własne. 